# Louis Vatrican
Louis Vatrican (1904-2007) was een agronoom uit Monaco.

## Biografie
Vatrican is geboren op 7 mei 1904. Zijn ouders waren Jean Vatrican en Delphine Lantéri.
Hij ging naar École nationale supérieure d'agronomie de Grignon. Daar haalde hij op 12 oktober 1926 zijn diploma in landbouwkunde.
Vatrican was van 1933 tot 1969 bestuurder van de Jardin Exotique de Monaco. Hij heeft succulenten uit Zuid-Afrika toegevoegd aan de collectie van de botanische tuin. Deze bestond hiervoor voornamelijk uit Amerikaanse succulenten. Toen hij in 1969 met pensioen ging, werd hij opgevolgd door Marcel Kroenlein.
Ter ere van Vatrican is er een Zuid-Amerikaans monotypisch cactusgeslacht naar hem vernoemd: Vatricania. (De enige soort in dit geslacht is Vatricania guentheri, oorspronkelijk genaamd Espostoa guentheri, welke soortnaam nog algemeen wordt geaccepteerd.)